# ۱ ای‌اس ۱۹۲۷+۶۵۴

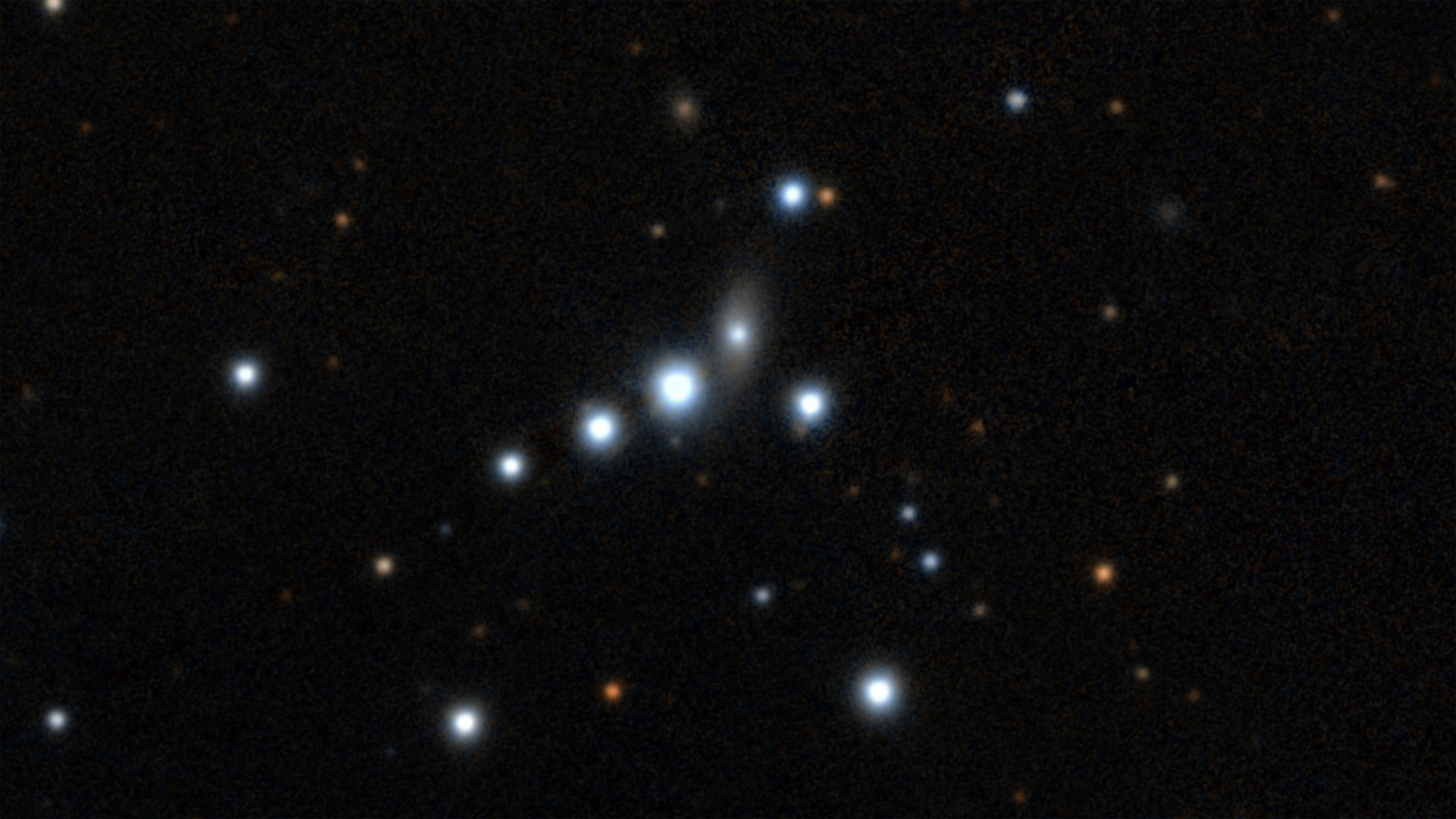

۱ES ۱۹۲۷+۶۵۴ یک کهکشان سیفرت نوع ۲ است که در فاصله ۲۷۰ میلیون سال نوری از زمین در صورت فلکی اژدها قرار دارد و دارای یک هسته کهکشانی فعال است. این کهکشان میزبان، ظاهری نسبتاً معمولی دارد. با این حال، هسته آن که توسط یک سیاهچاله کلان‌جرم تغذیه می‌شود، رفتارهایی از خود نشان داده است که نظریه‌های معمول درباره دیسک‌های برافزایشی و محیط سیاهچاله‌ها را به چالش می‌کشد و موضوع مقالات علمی متعددی است که ویژگی‌های غیرمعمول آن را تحلیل می‌کنند. سیاهچاله کلان‌جرم این کهکشان منبع تشعشعات پرتو ایکس است. 1ES ۱۹۲۷+۶۵۴ به دلیل رفتار غیرقابل پیش‌بینی‌اش توجه اخترشناسان را به خود جلب کرده است. تغییرات ناگهانی آن، این کهکشان را به هدفی برای رصدهای چند‌طول‌موجه تبدیل کرده و داده‌هایی از رصدخانه‌های پرتو ایکس، نوری و رادیویی در سراسر جهان جمع‌آوری شده است.
این کهکشان اولین بار در طی بررسی Einstein Slew Survey که با هدف شناسایی منابع پرتو ایکس در آسمان انجام شد، فهرست‌بندی گردید. به دلیل ویژگی‌های خطوط نشری آن، به عنوان یک کهکشان سیفرت طبقه‌بندی شد.
در سال ۲۰۱۷، افزایش چشمگیری در روشنایی این کهکشان مشاهده شد، به‌طوری که در طیف فرابنفش حدود ۴۰ برابر درخشان‌تر شد. این رویداد باعث انجام مطالعات پیگیری برای بررسی علت آن گردید. در سال ۲۰۱۸، مشاهدات دقیق توسط تلسکوپ‌های پرتو ایکس و فرابنفش نشان داد که دیسک برافزایشی هسته فعال کهکشانی (AGN) دچار اختلال جزئی یا کامل شده است. دوره نوسان شبه‌متناوب (QPO) از ۱۸ دقیقه به ۷٫۱ دقیقه در طی دو سال کاهش یافت که نشان‌دهنده تکامل منحصر به فردی بود. مشاهدات آینده پرتو ایکس و امواج گرانشی برای آزمایش توضیحات احتمالی برنامه‌ریزی شده‌اند.
در سال ۲۰۲۰، مطالعات نشان دادند که تغییرات شدید این کهکشان ممکن است با ناپایداری‌های میدان مغناطیسی اطراف سیاهچاله مرتبط باشد. این رویداد مدل‌های مربوط به برافزایش سیاهچاله‌ها را به چالش کشید و نظریه‌های جدیدی درباره فوران‌های هسته فعال کهکشانی (AGN) الهام بخشید.
در سال‌های ۲۰۲۳–۲۰۲۴، تداخلسنجی بسیار طولانی‌خط‌مبنا (VLBI) تشکیل جت‌های پلاسما در نزدیکی سیاهچاله را مشاهده کرد.